# Santa Lucía (Panama)
Santa Lucia è un comune (corregimiento) della Repubblica di Panama situato nel distretto di Remedios, provincia di Chiriquí. Si estende su una superficie di 25,3 km² e conta una popolazione di 492 abitanti (censimento 2010).